# Arkadi Isaakowitsch Raikin

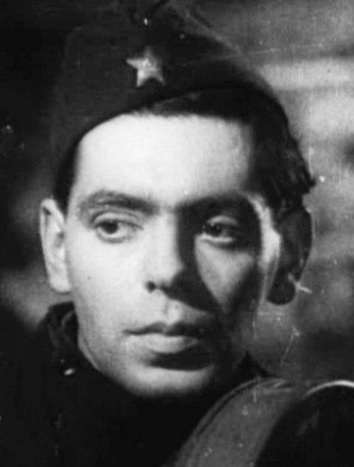
Arkady Raikin (1942)

Arkadi Isaakowitsch Raikin (russisch Аркадий Исаакович Райкин; * 11. Oktoberjul. / 24. Oktober 1911greg. in Riga, Russisches Kaiserreich; † 17. Dezember 1987 in Moskau, Sowjetunion) war ein sowjetischer Pantomime, Schauspieler, Regisseur, Satiriker, Komödiant und Theaterleiter.

## Leben
Arkadi Raikin entstammte einer jüdischen Arbeiterfamilie. Sein Vater, Isaak Dawidowitsch Raikin (1887–1942), starb bei der Evakuierung aus dem belagerten Leningrad, seine Mutter Lea war Hebamme. Als Fünfjähriger zog Arkadi mit seiner Familie nach Rybinsk, wo sein Vater eine neue Arbeit gefunden hatte, besuchte dort den Cheder und sprach Jiddisch. 1935 studierte er am Theaterinstitut im damaligen Leningrad, begann seine Karriere als Schauspieler und erhielt 1939 einen 1. Preis im Allunionswettbewerb. In diesem Jahr wurde er auch künstlerischer Leiter des Miniaturtheaters in Leningrad. Er erarbeitete mehr als 25 Inszenierungen, war in allen sozialistischen Ländern auf Gastspielreise und nahm an internationalen Festivals in Berlin (1962) und an der Eröffnungsshow des BBC-Two-Fernsehens in London (1964) teil. Eine seiner berühmtesten und erfolgreichsten Inszenierungen war Die Reise um die Welt in 80 Tagen nach Jules Verne (1951). Außer im Rahmen seiner Theaterarbeit übernahm er teilweise die Regie in seinen eigenen Filmen und schrieb die Drehbücher.
Drei Jahre vor seinem Tod zog er nach Moskau und eröffnete dort das Satirikon-Theater, das von seinem Sohn Konstantin Raikin fortgeführt wird. Sowohl er wie auch Arkadi Raikins Tochter Jekaterina Raikina sind als Schauspieler auch in Filmen zu sehen.

## Leistung

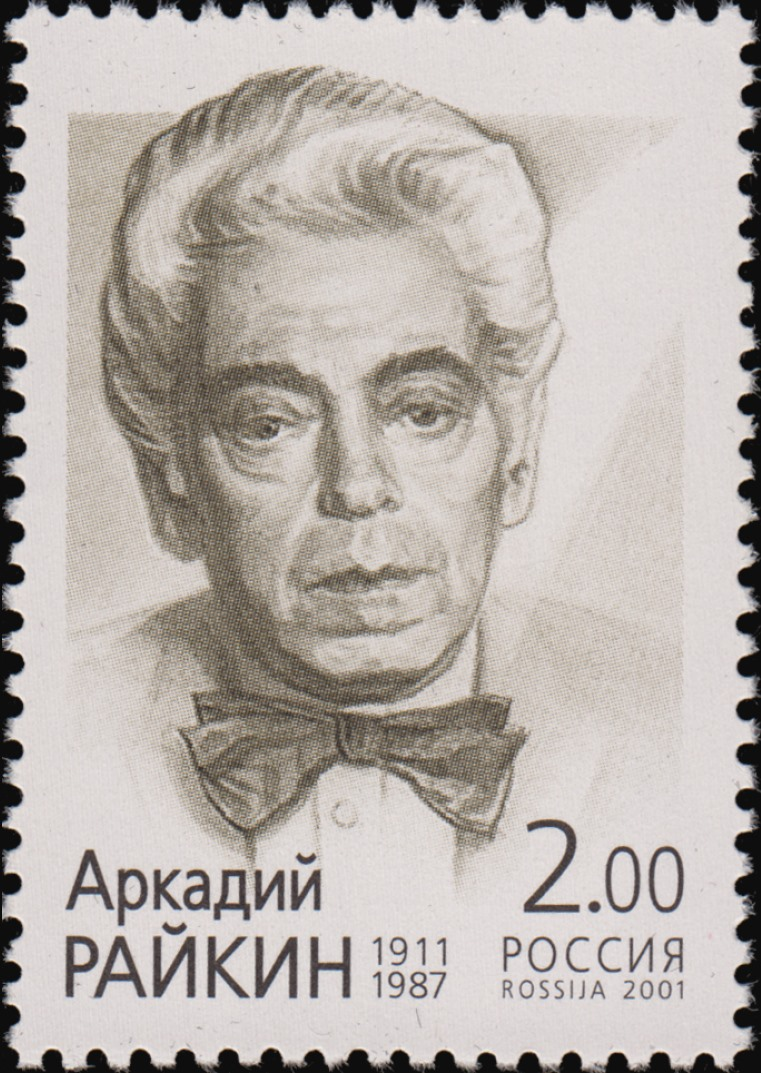
Arkadi Raikin auf einer russischen Briefmarke (2001)

Arkadi Raikin entwickelte aus verschiedenen Elementen aus dem Schauspielertheater, der Operette und dem Kabarett seinen eigenen pantomimischen Stil, der ihn international bekannt machte. Auch wenn die Pantomime seine Hauptkunst war, verzichtete er nicht auf Wort und Gesang. Damit war er auch als Satiriker und Komödiant vor allem in der früheren Sowjetunion sehr erfolgreich. Dabei machte er sich – stets in Gefahr in Konflikt mit den stalinistischen Machthabern zu geraten – über die russische Bürokratie lustig.
Seine Filme wie seine Schallplatten, die auf CD neu aufgelegt wurden, finden bis heute in Online-Börsen und -Verkaufshäusern Interessenten.

## Würdigungen
- 1968: Künstler des Jahres der UdSSR
- 1980: vorgeschlagen für den Leninpreis (Ле́нинская пре́мия / Leninskaja premija)
- 1981: Held der sozialistischen Arbeit

## Filmografie (Auswahl)
- Doktor Kalyuzhnyy (Doktor Kaluschni Доктор Калюжный). Regie: Erast Garin und Chesia Lokschina, UdSSR 1939.
- My s vami gde – to vstrechalis (Wir haben uns schon irgendwo getroffen Мы с Вами где-то встречались). Regie: Nikolai Dostal und Andrei Tutyschkin, UdSSR 1954.
- Muž mnoha tvárí. Regie: Zdenek Podskalský, ČSR 1958.
- Kogda pesnya ne konchaetsya (Wenn das Lied niemals aufhört Когда песня не кончается). Regie: Roman Tichomirow, UdSSR 1964.
- Volshebnaya sila iskusstva (Die magische Kraft der Kunst Волшебная сила искусства). Regie: Naum Birman, UdSSR 1970.
- Lyudi i manekeny (Leute und Mannequins Люди и манекены). Regie: Arkadi Raikin, UdSSR 1974.

## Diskografie
- Akter i pesnya 1. RMG Records, Neuauflage auf CD 2003.
- Akter i pesnya 2. wie oben.
- V grecheskom zale. Neuauflage auf CD 2004.